# 西安地铁16号线
西安地铁16号线是西安地铁的其中一条线路，北起咸阳市泾阳县，南抵西咸新区沣东新城，线路全长约65.3公里，共设26座站点，其中有换乘站10座。其中一期工程已于2020年4月30日开工，全长15.1公里，南起诗经里站，北至秦创原中心站，共设9座车站（均为地下站）。该线路使用基于GoA4标准的全自动无人驾驶列车（6B编组，最高运营速度100km/h）。

## 历史
2023年6月27日，16号线一期工程与2号线二期一并开通运营。

## 车站列表
| 站名             | 行政区 | 行政区 | 启用日期      | 接驳线路 | 站台类型     |
| ---------------- | ------ | ------ | ------------- | -------- | ------------ |
| 秦创原中心       | 咸阳市 | 秦都区 | 2023年6月27日 |          | 地下岛式站台 |
| 西咸大厦         | 咸阳市 | 秦都区 | 2023年6月27日 |          | 地下岛式站台 |
| 上林路           | 咸阳市 | 秦都区 | 2023年6月27日 | 1号线    | 地下岛式站台 |
| 复兴大道北       | 咸阳市 | 秦都区 | 2023年6月27日 |          | 地下岛式站台 |
| 西安国际足球中心 | 西安市 | 长安区 | 2023年6月27日 |          | 地下岛式站台 |
| 细柳营           | 西安市 | 长安区 | 2023年6月27日 |          | 地下岛式站台 |
| 沣东城市广场     | 西安市 | 长安区 | 2023年6月27日 |          | 地下岛式站台 |
| 欢乐谷           | 西安市 | 长安区 | 2023年6月27日 | 5号线    | 地下岛式站台 |
| 诗经里           | 西安市 | 长安区 | 2023年6月27日 |          | 地下岛式站台 |